# 恭喜，我的前任
《恭喜，我的前任》（羅馬化：Lun Rak Puan Kuan Faen Kao）是由拉妮·坎彭（Bella）、瓦奇拉维特·奇瓦雷（Bright）、马希尔·潘迪主演的泰印轻松浪漫喜剧电影。电影讲述了一场活力四射的印度婚礼中的三角恋情。该片由普鲁维克萨·阿玛鲁吉执导，Benetone Films制作。电影于2023年11月16日在泰国影院正式上映，并将在全球流媒体平台Prime Video播出。

## 内容概要
莉莎（拉妮·坎彭 饰）是一家婚礼策划公司的老板。她与两位闺蜜阿詹（帕莎空·彭拉本 饰）及欧菲（通猜·通坎东 饰）是生意上的伙伴。他们将会负责一场非常盛大的印度婚礼。濒临破产的莉莎为了重振陷入困境的生意，她不情愿地接受了这场印度婚礼。
原来他们将要负责的这场婚礼属于她的前男友亚伦（马希尔·潘迪 饰）和莫妮卡（安娜希塔·博山 饰）。这对印度准夫妇带着一大群亲朋戚友前往泰国参加婚礼。当她决定向她的另一位前男友提姆（瓦奇拉维特·奇瓦雷 饰）寻求帮助后，这个故事情变得更加复杂。当两位前任再次相遇时，这场印度婚礼盛宴注定会像乘坐过山车一样惊险刺激。

## 演员阵容
| 演员                              | 角色名称         | 角色简介                                      |
| --------------------------------- | ---------------- | --------------------------------------------- |
| 拉妮·坎彭（Bella）                | 莉莎（Risa）     | 婚礼策划师，Arun和Tim的前女友。曾到英国留学。 |
| 瓦奇拉维特·奇瓦雷（Bright）       | 提姆（Tim）      | 活动摄影师，Risa的前男友                      |
| 马希尔·潘迪                       | 亚伦（Arun）     | 新郎，Risa前男友                              |
| 安娜希塔·博山（Anahita Bhooshan） | 莫妮卡（Monica） | 新娘                                          |
| 帕莎空·彭拉本（Fern）             | 阿詹（Jan）      | Risa的朋友兼合作伙伴                          |
| 通猜·通坎东（Pingpong）           | 欧菲（Aoffy）    | Risa的朋友兼合作伙伴                          |

## 制作

### 开发
拉妮·坎彭在阅读剧本时觉得Tim的角色非常适合瓦奇拉维特·奇瓦雷，因此她建议他选角，他接受她提出的邀请。
演员招募由Benetone Films负责，该公司曾制作过许多热门电影。此片为Benetone Films与T&B Global Media、GMMTV、Slap Monsters、PTG Entertainment和W Empire联合制作。2022年10月12日，所有主要演员举办了表演研讨会。2022年10月24日，电影正式开机。

### 概念
Benetone Films首席执行官Kuldeep Narula透露，电影概念主要来自印度婚礼文化的挂毯及其长度。这部电影背后的另一个主题是人们与前伴侣见面时所面临的普遍经历。

### 后期制作
2023年10月2日，全球流媒体平台Prime Video首次在Gaysorn Tower推出了集合了众多泰国内容，名为“拆箱泰国娱乐”（Unboxing Thai Entertainment）的特别活动。Benetone Films两位高管Rachawin Narula先生和Kulthep Narula先生作为此片代表出席了本次活动，并表示该片是泰国电影制作与宝莱坞风味的融合。

## 发行
2023年9月27日，泰国和印度尼西亚的Prime Video与Benetone Films在其官方社交媒体账户上分享了宣传该电影的预告片照片。同年10月23日，Prime Video东南亚总监David Simonsen透露，该电影将在240个国家播出。

## 反响
电影已成为2023年最受期待的电影之一。电影海报一经发布就得到了公众的积极响应。电影引起了足够的轰动，成为泰国十月份搜索量最高的电影。